# Live from SoHo (Maroon 5)
Live from SoHo è il secondo album live dei Maroon 5, pubblicato il 25 marzo 2008 come extended play esclusivamente per iTunes. È stato registrato al Soho Apple Store a New York.

## Tracce
1. If I Never See Your Face Again – 4:53
2. Makes Me Wonder – 4:17
3. Little of Your Time – 2:34
4. Wake Up Call – 4:10
5. Won't Go Home Without You – 3:59
6. Nothing Lasts Forever – 4:00